# Gonabad (Verwaltungsbezirk)
Gonabad (persisch شهرستان گناباد) ist ein Schahrestan in der Provinz Razavi-Chorasan im Iran. Er enthält die Stadt Gonabad, welche die Hauptstadt des Verwaltungsbezirks ist.

## Demografie
Bei der Volkszählung 2016 betrug die Einwohnerzahl des Schahrestan 88.753. Die Alphabetisierung lag bei 89 Prozent der Bevölkerung. Knapp 57 Prozent der Bevölkerung lebten in urbanen Regionen.
| Zensusjahr | Einwohnerzahl |
| ---------- | ------------- |
| 2011       | 80.783        |
| 2016       | 88.753        |